# Nomioides mucoreus
Nomioides mucoreus là một loài Hymenoptera trong họ Halictidae. Loài này được Blüthgen mô tả khoa học năm 1933.